# Lygistorrhina edwardsina
Lygistorrhina edwardsina är en tvåvingeart som beskrevs av David Grimaldi och Blagoderov 2001. Lygistorrhina edwardsina ingår i släktet Lygistorrhina och familjen Lygistorrhinidae.
Artens utbredningsområde är Uganda. Inga underarter finns listade i Catalogue of Life.